# 野青树
野青树（学名：[Indigofera suffruticosa] 错误：{{Lang}}：文本有斜体标记（帮助）），又名野木蓝，为豆科木蓝属下的一种灌木，高可達1米。它原產於美國南部到阿根廷北部的熱帶和亞熱帶美洲，後來引入到世界各地，現在廣泛分佈於各大洲的熱帶地區。該植物中可以提取出靛蓝染料，瑪雅文明就常使用由野青樹提取出來的玛雅蓝。

## 扩展阅读
- 維基物種上的相關：野青树